# Open di Francia 2009

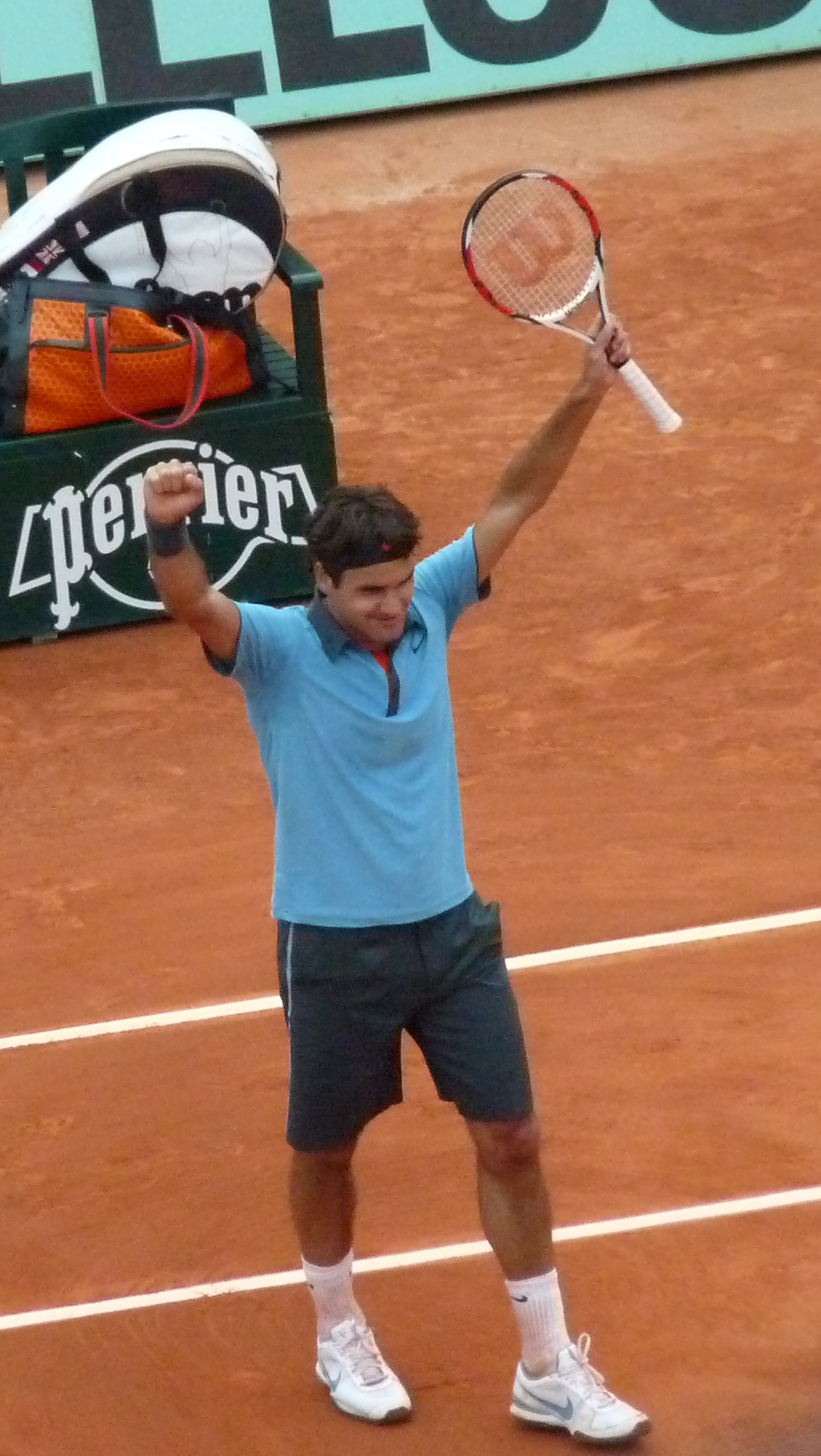
Roger Federer, trionfatore per la prima volta a Parigi

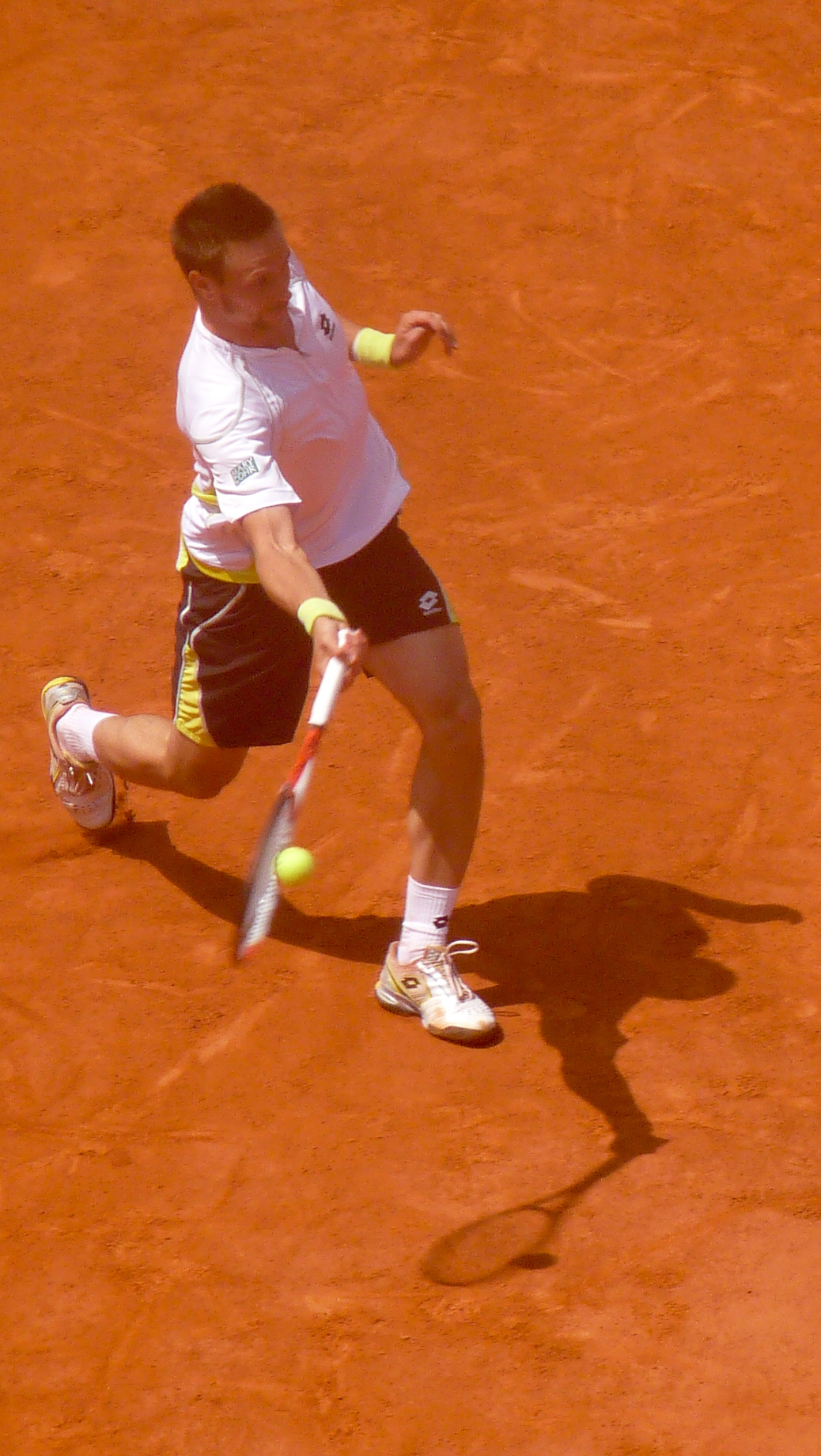
Robin Söderling, rivelazione del torneo

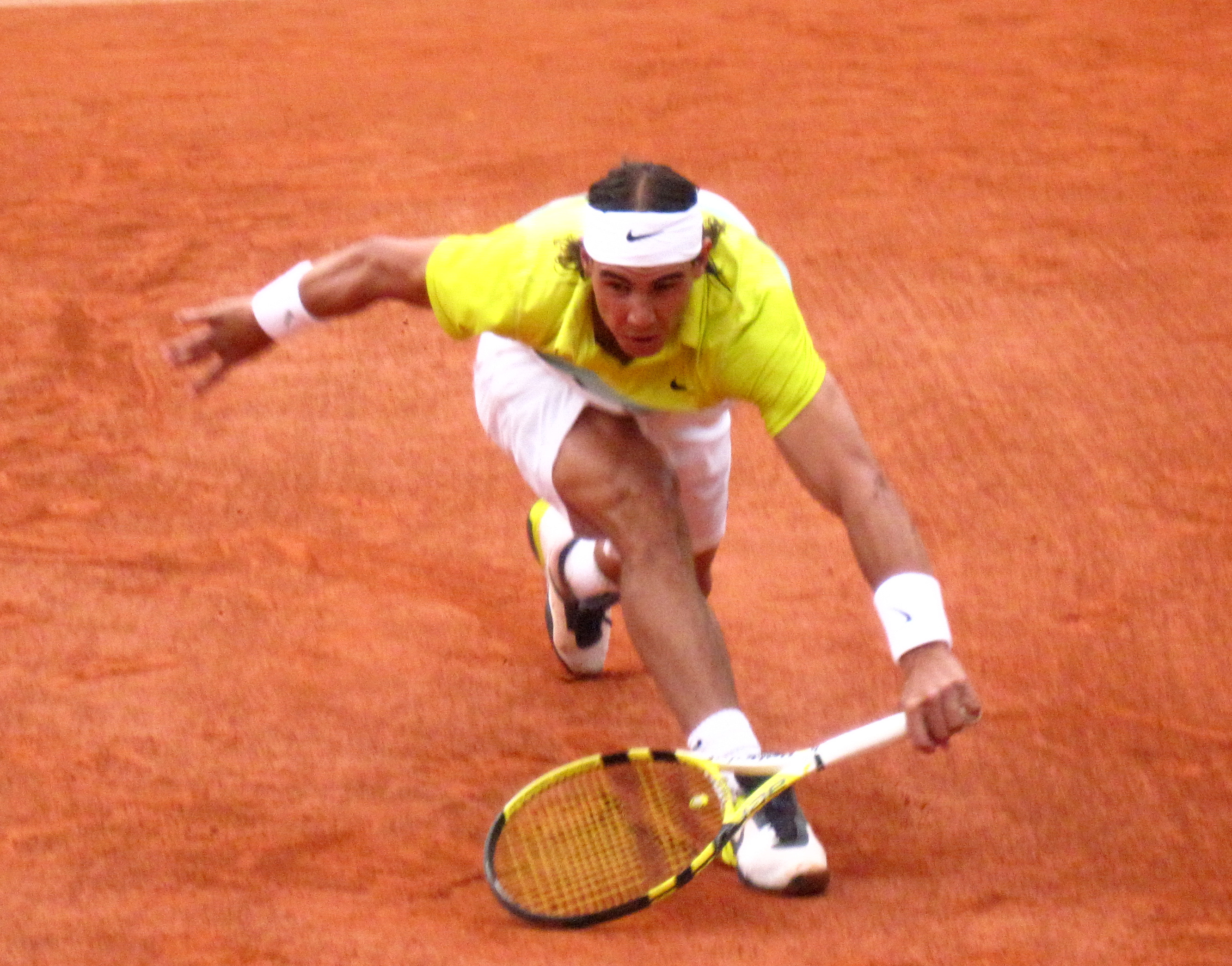
Rafael Nadal, favorito dai pronostici, è uscito agli ottavi

L'Open di Francia 2009 di tennis è stata la 108ª edizione degli Open di Francia, ufficialmente denominato anche Roland Garros, seconda prova dello Slam per il 2009; si è disputata a Parigi dal 24 maggio al 7 giugno 2009, giorno in cui ha avuto luogo la finale del singolare maschile. Il sorteggio dei tabelloni principali è avvenuto il 22 maggio 2009 e vi hanno avuto accesso sia per l'edizione femminile che per quella maschile 128 tennisti, di cui 32 teste di serie. I detentori della precedente edizione sono Ana Ivanović e Rafael Nadal. Quest'ultimo ha provato, da numero uno al mondo, a vincere il prestigioso torneo per la quinta volta consecutiva.
Rafael Nadal si era presentato come l'unico giocatore ancora imbattuto, non avendo mai perso una partita da quando aveva esordito in questo torneo nel 2005, e ha ottenuto un nuovo record durante il 3º giorno del torneo; infatti vincendo contro Tejmuraz Gabašvili ha ottenuto la 30ª vittoria consecutiva al Roland Garros, superando il record di Chris Evert, che ne aveva ottenute 29. Tuttavia il cammino dello spagnolo si è interrotto a sorpresa agli ottavi di finale, sconfitto dallo svedese Robin Söderling in quattro set per 6–2, 6–7, 6–4, 7–6. Il record del maiorchino si è interrotto così a 31 vittorie consecutive.
Roger Federer, testa di serie n.2, ha approfittato dell'assenza del vincitore dell'ultima edizione incontrato nelle precedenti tre finali, e il 7 giugno 2009 si è aggiudicato proprio contro Soderling, con il punteggio di 6–1, 7–6, 6–4, il suo primo titolo in carriera al Roland Garros, aggiungendo così al proprio palmarès l'unico Slam che gli mancava per completare il Career Grand Slam, ovvero la vittoria di almeno uno dei quattro Slam. Per Federer questo titolo è anche il 14° nelle prove dello Slam eguagliando il record di Pete Sampras. Il 3 giugno 2009 battendo in tre set per 7–6, 6–2, 6–4, il francese Gaël Monfils, lo svizzero aveva stabilito un ulteriore nuovo record, raggiungendo la sua 20ª semifinale consecutiva in un torneo dello Slam, serie cominciata nel 2004 a Wimbledon, dopo aver perso nello stesso anno proprio a Parigi al terzo turno, eliminato dal brasiliano Gustavo Kuerten, e constava di 3 semifinali, 5 finali raggiunte e 12 titoli, compreso quello di questo torneo. Il precedente record era condiviso con Steffi Graf, che si era fermata a 19, tra gli Open di Francia del 1987 e gli US Open del 1991, non avendo partecipato l'anno successivo agli Australian Open.
Il 6 giugno 2009 la russa Svetlana Kuznecova ha battuto in finale la connazionale Dinara Safina per 6–4, 6–2 in un match durato 74 minuti, aggiudicandosi il titolo del singolare femminile. Nello stesso giorno dell'eliminazione di Nadal anche la detentrice del titolo femminile, Ana Ivanović, ha perso a sorpresa contro la bielorussa Viktoryja Azaranka con il punteggio di 6–2, 6–3.
Pure Novak Đoković, testa di serie numero 4, è stato eliminato sorprendentemente al terzo turno dal tedesco Philipp Kohlschreiber, che lo ha battuto 6–4, 6–4, 6–4. Andy Murray, testa di serie numero 3, è uscito ai quarti di finale dopo essere stato battuto 6–3, 3–6, 6–0, 6–4 da Fernando González. Dinara Safina ha battuto in semifinale la slovacca Dominika Cibulková con il punteggio di 6–3, 6–3 ed è così la prima finalista del Roland Garros 2009. Svetlana Kuznecova ha battuto l'australiana Samantha Stosur per 6–4, 6–7, 3–6, approdando in finale.
Il 4 giugno 2009 viene assegnato il primo titolo di disciplina nel doppio misto alla coppia americanaLiezel Huber e Bob Bryan, che hanno sconfitto Vania King e Marcelo Melo con il punteggio di 5–7, 7–6(5), [10–7]. Il 5 giugno 2009 Robin Söderling aveva sconfitto in semifinale il cileno Fernando González dopo una battaglia di cinque set, imponendosi 6–3, 7–5, 5–7, 4–6, 6–4. Per lo svedese si è trattato della prima finale raggiunta in un torneo dello Slam.
Nel doppio femminile si è riconfermata campione la coppia spagnola formata da Anabel Medina Garrigues e Virginia Ruano Pascual, che ha battuto in finale quella formata da Viktoryja Azaranka e Elena Vesnina con un netto 6–1, 6–1. La coppia formata da Lukáš Dlouhý e Leander Paes si è aggiudicata il doppio maschile, battendo in finale Wesley Moodie e Dick Norman con il punteggio di 3–6, 6–3, 6–2.

## Qualificazioni
La settimana precedente il torneo ha visto impegnati nelle qualificazioni (maschili e femminili) 128 tennisti e 96 tenniste, i quali si sono disputati rispettivamente 16 e 12 accessi al rispettivo tabellone principale. La qualificazione è stata ottenuta vincendo tre turni di qualificazione. Il tabellone maschile risulta così composto da 32 teste di serie (in base al ranking ATP), 71 non teste di serie qualificate di diritto, 16 qualificati tramite qualificazioni e 8 wild cards, ovvero tennisti invitati direttamente dagli organizzatori del torneo, solitamente di nazionalità francese. Quello femminile è invece composto da 32 teste di serie (in base al ranking WTA), 75 non teste di serie qualificate di diritto, 12 qualificate tramite qualificazioni e 8 wild cards. Hanno avuto accesso inoltre ai due tabelloni principali anche un tennista e una tennista in qualità di Lucky loser.

## Programma (Seniors)
Il torneo (singolare e doppio) si è svolto in 15 giornate, durante le quali sono stati disputati 254 incontri di singolare e 126 di doppio per un totale di ben 380 incontri di tennis così suddivisi:
| Fase       | Torneo    | Data                     | Philippe Chatrier (centrale)     | Court Suzanne Lenglen            | Court N.1                        | Campi secondari (13)               |                 |
| ---------- | --------- | ------------------------ | -------------------------------- | -------------------------------- | -------------------------------- | ---------------------------------- | --------------- |
| 1º turno   | Singolare | 24-26 maggio 2009        | 6 incontri maschili, 6 femminili | 6 incontri maschili, 6 femminili | 6 incontri maschili, 6 femminili | 46 incontri maschili, 46 femminili |                 |
| 1º turno   | Doppio    | 26-28 maggio 2009        | Nessun incontro                  | Nessun incontro                  | Nessun incontro                  | 32 incontri maschili, 32 femminili |                 |
| 2º turno   | Singolare | 27-28 maggio 2009        | 4 incontri maschili, 4 femminili | 4 incontri maschili, 4 femminili | 4 incontri maschili, 4 femminili | 20 incontri maschili, 20 femminili |                 |
| 2º turno   | Doppio    | 28-30 maggio 2009        | Nessun incontro                  | Nessun incontro                  | Nessun incontro                  | 16 incontri maschili, 16 femminili |                 |
| 3º turno   | Singolare | 29-30 maggio 2009        | 4 incontri maschili, 4 femminili | 4 incontri maschili, 4 femminili | 4 incontri maschili, 2 femminili | 4 incontri maschili, 6 femminili   |                 |
| Ottavi     | Singolare | 31 maggio-1º giugno 2009 | 4 ottavi maschili, 4 femminili   | 4 ottavi maschili, 4 femminili   | Nessun incontro                  | Nessun incontro                    |                 |
| Ottavi     | Doppio    | 30-31 maggio 2009        | Nessun incontro                  | Nessun incontro                  | 2 ottavi maschili, 2 femminili   | 6 ottavi maschili, 6 femminili     |                 |
| Quarti     | Singolare | 2-3 giugno 2009          | 2 quarti maschili, 2 femminili   | 2 quarti maschili, 2 femminili   | Nessun incontro                  | Nessun incontro                    |                 |
| Quarti     | Doppio    | 1-2 giugno 2009          | Nessun incontro                  | 1 quarto femminile               | 4 quarti maschili, 2 femminili   | 1 quarto femminile                 |                 |
| Semifinali | Singolare | 4 giugno 2009            | 2 semifinali femminili           | Nessun incontro                  | Nessun incontro                  | Nessun incontro                    |                 |
| Semifinali | Singolare | 5 giugno 2009            | 2 semifinali maschili            | Nessun incontro                  | Nessun incontro                  | Nessun incontro                    |                 |
| Semifinali | Doppio    | 3 giugno 2009            | Nessun incontro                  | Nessun incontro                  | 2 semifinali femminili           | Nessun incontro                    |                 |
| Semifinali | Doppio    | 4 giugno 2009            | Nessun incontro                  | 2 semifinali maschili            | Nessun incontro                  | Nessun incontro                    | Nessun incontro |
| Finale     | Singolare | 6 giugno 2009            | Finale femminile                 | Nessun incontro                  | Nessun incontro                  | Nessun incontro                    |                 |
| Finale     | Singolare | 7 giugno 2009            | Finale maschile                  | Nessun incontro                  | Nessun incontro                  | Nessun incontro                    |                 |
| Finale     | Doppio    | 5 giugno 2009            | Nessun incontro                  | Finale femminile                 | Nessun incontro                  | Nessun incontro                    | Nessun incontro |
| Finale     | Doppio    | 6 giugno 2009            | Finale maschile                  | Nessun incontro                  | Nessun incontro                  | Nessun incontro                    | Nessun incontro |

## Montepremi
Il montepremi del torneo quest'anno è stato di € 16.150.460. I due vincitori e finalisti del singolare maschile e femminile hanno guadagnato rispettivamente € 1.060.000 e € 530.000.

## Tennisti partecipanti ai singolari
- SINGOLARE MASCHILE

| Campione                   | Campione               | Finalista                 | Finalista                 |
| -------------------------- | ---------------------- | ------------------------- | ------------------------- |
| Roger Federer (2)          | Roger Federer (2)      | Robin Söderling (23)      | Robin Söderling (23)      |
| Eliminati in semifinale    |                        |                           |                           |
| Fernando González (12)     | Fernando González (12) | Juan Martín del Potro (5) | Juan Martín del Potro (5) |
| Eliminati ai quarti        |                        |                           |                           |
| N Davydenko (10)           | A Murray (3)           | T Robredo (16)            | G Monfils (11)            |
| Eliminati agli ottavi      |                        |                           |                           |
| V Hănescu (30)             | P Kohlschreiber (29)   | J-W Tsonga (9)            | F Verdasco (8)            |
| M Čilić (13)               | A Roddick (6)          | T Haas                    | R Nadal (1)               |
| Eliminati al terzo turno   |                        |                           |                           |
| N Đoković (4)              | G Simon (7)            | D Ferrer (14)             | P-H Mathieu (32)          |
| N Almagro (31)             | R Štěpánek (18)        | C Rochus                  | J Melzer (24)             |
| S Wawrinka (17)            | J Tipsarević           | I Andreev (25)            | M Gicquel                 |
| J Ouanna                   | J Chardy               | L Hewitt                  | M González                |
| Eliminati al secondo turno |                        |                           |                           |
| R Kendrick                 | S Stachovs'kyj         | V Crivoi                  | D Sela                    |
| P Petzschner               | N Kiefer               | J Mónaco                  | J Acasuso                 |
| D Istomin                  | M Južnyj               | E Gulbis                  | M Montcourt               |
| G Rufin                    | P Andújar              | JC Ferrero                | A Clément                 |
| M Safin (20)               | S Bolelli              | F López (28)              | A Golubev                 |
| A Seppi                    | A Beck                 | N Massú                   | M Vassallo Argüello       |
| V Troicki                  | T Gabašvili            | R Machado                 | P Starace                 |
| D Gimeno Traver            | I Minář                | D Junqueira               | L Mayer                   |
| Eliminati al primo turno   |                        |                           |                           |
| W Odesnik                  | B Reynolds             | F Gil                     | J Benneteau               |
| F Serra                    | A Martín               | N Lapentti                | J Hernych                 |
| J-R Lisnard                | S Greul                | S Ventura                 | I Bozoljac                |
| D Brands                   | M Baghdatis            | P Polansky                | B Dabul                   |
| S Querrey                  | G Müller               | I Ljubičić                | S Giraldo                 |
| E Schwank                  | R Ginepri              | Y-H Lu                    | F Santoro                 |
| K Kim (26)                 | L Recouderc            | S Darcis                  | B Tomić                   |
| S Roitman                  | G Gaudio               | A Calleri                 | D Tursunov (21)           |
| M Fish (22)                | R Schüttler (27)       | T Berdych (19)            | I Karlović                |
| F Fognini                  | N Devilder             | A Sidorenko               | F Ferreiro                |
| A Montañés                 | D Köllerer             | D Gremelmayr              | M Granollers              |
| I Navarro                  | G García López         | T Bellucci                | T Alves                   |
| Ł Kubot                    | P Capdeville           | K Vliegen                 | I Kunicyn                 |
| E Korolëv                  | A Pavel                | M Zverev                  | O Hernández               |
| R Jouan                    | M Llodra               | A Mannarino               | J Vaněk                   |
| M Daniel                   | S Koubek               | JI Chela                  | J Blake (15)              |

- SINGOLARE FEMMINILE

| Campionessa                | Campionessa             | Finalista            | Finalista             |
| -------------------------- | ----------------------- | -------------------- | --------------------- |
| Svetlana Kuznecova (7)     | Svetlana Kuznecova (7)  | Dinara Safina (1)    | Dinara Safina (1)     |
| Eliminate in semifinale    |                         |                      |                       |
| Dominika Cibulková (20)    | Dominika Cibulková (20) | Samantha Stosur (30) | Samantha Stosur (30)  |
| Eliminate ai quarti        |                         |                      |                       |
| V Azaranka (9)             | M Šarapova              | S Cîrstea            | S Williams (2)        |
| Eliminate agli ottavi      |                         |                      |                       |
| A Ivanović (8)             | A Radwańska (12)        | A Rezaï              | Li Na (25)            |
| J Janković (5)             | Á Szávay (29)           | V Razzano            | A Wozniak (24)        |
| Eliminate al terzo turno   |                         |                      |                       |
| E Dement'eva (4)           | M Larcher de Brito      | C Wozniacki (10)     | O Govorcova           |
| G Dulko                    | K Bondarenko            | MJ Martínez Sánchez  | I Benešová (32)       |
| A Pavljučenkova (27)       | J Švedova               | M Czink              | C Suárez Navarro (22) |
| J Groth                    | V Williams (3)          | T Garbin             | L Domínguez Lino      |
| Eliminate al secondo turno |                         |                      |                       |
| A-L Grönefeld              | J Zheng (15)            | A Amanmuradova       | J Craybas             |
| M Korytceva                | T Tanasugarn            | V Ruano Pascual      | J Dokić               |
| V Kutuzova                 | T Bacsinszky            | A Kudrjavceva        | Y Wickmayer           |
| K Flipkens                 | O Rogowska              | P Hercog             | A Cornet (21)         |
| A Medina Garrigues (18)    | M Duque Mariño          | S Bammer (28)        | E Vesnina             |
| A Rus                      | J Coin                  | L Hradecká           | P Martić              |
| M Rybáriková               | V D'jačenko             | G Voskoboeva         | K Barrois             |
| L Šafářová                 | A Glatch                | N Petrova (11)       | M Bartoli (13)        |
| Eliminate al primo turno   |                         |                      |                       |
| K O'Brien                  | A Mauresmo (16)         | V Duševina           | C Scheepers           |
| R de los Ríos              | S Errani                | S Cohen-Aloro        | K Zakopalová          |
| M South                    | C Pin                   | N Vaidišová          | K Šprem               |
| I Pavlović                 | C Pironkova             | T Paszek             | P Mayr                |
| M Kirilenko                | U Radwańska             | Z Ondrášková         | V Lepchenko           |
| C Gullickson               | A Sugiyama              | S Foretz Gacon       | É Loit                |
| A Bondarenko               | M Domachowska           | F Schiavone          | J Görges              |
| M Ani                      | P Schnyder (17)         | A Klejbanova (23)    | S Peng (31)           |
| A Čakvetadze (26)          | K Kanepi (19)           | E Makarova           | M Niculescu           |
| IR Olaru                   | E Gallovits             | C Dentoni            | N Dechy               |
| D Hantuchová               | S Brémond-Beltrame      | K Laisné             | A Sevastova           |
| M Santangelo               | O Sanchez               | N Llagostera Vives   | Y Meusburger          |
| A Morita                   | S Mirza                 | S Lisicki            | M Johansson           |
| K Mladenovic               | B Záhlavová-Strýcová    | N Jakimava           | ME Salerni            |
| L Embree                   | B Mattek-Sands          | R Vinci              | A Keothavong          |
| P Parmentier               | C Feuerstein            | P Cetkovská          | F Pennetta (14)       |

## Seniors

### Legenda
| - Q = Qualificato - WC = Wild card - LL = Lucky loser | - ALT = Alternate - SE = Special Exempt - PR = Protected Ranking | - w/o = Walkover - r = Ritirato - d = Squalificato |

### Singolare maschile
Roger Federer ha battuto  Robin Söderling con il punteggio di 6–1, 7–6(1), 6–4.
|  | Quarti di finale | Quarti di finale      | Quarti di finale      | Quarti di finale      | Quarti di finale | Quarti di finale | Quarti di finale |  |  | Semifinali            | Semifinali            | Semifinali    | Semifinali    | Semifinali    | Semifinali    | Semifinali |   |   | Finale          | Finale          | Finale          | Finale          | Finale | Finale | Finale |  |
|  |                  |                       |                       |                       |                  |                  |                  |  |  |                       |                       |               |               |               |               |            |   |   |                 |                 |                 |                 |        |        |        |  |
|  | 23               | Robin Söderling       | Robin Söderling       | Robin Söderling       | 6                | 6                | 6                |  |  |                       |                       |               |               |               |               |            |   |   |                 |                 |                 |                 |        |        |        |  |
|  | 10               | Nikolaj Davydenko     | Nikolaj Davydenko     | Nikolaj Davydenko     | 1                | 3                | 1                |  |  | Robin Söderling       | Robin Söderling       | 6             | 7             | 5             | 4             | 6          |   |   |                 |                 |                 |                 |        |        |        |  |
|  | 3                | Andy Murray           | Andy Murray           | 3                     | 6                | 0                | 3                |  |  | Fernando González     | Fernando González     | 3             | 5             | 7             | 6             | 4          |   |   |                 |                 |                 |                 |        |        |        |  |
|  | 12               | Fernando González     | Fernando González     | 6                     | 3                | 6                | 6                |  |  |                       |                       |               |               |               |               |            |   |   | Robin Söderling | Robin Söderling | Robin Söderling | Robin Söderling | 1      | 6(1)   | 4      |  |
|  | 5                | Juan Martín del Potro | Juan Martín del Potro | Juan Martín del Potro | 6                | 6                | 6                |  |  |                       |                       | Roger Federer | Roger Federer | Roger Federer | Roger Federer | 6          | 7 | 6 |                 |                 |                 |                 |        |        |        |  |
|  | 16               | Tommy Robredo         | Tommy Robredo         | Tommy Robredo         | 3                | 4                | 2                |  |  | Juan Martín del Potro | Juan Martín del Potro | 6             | 62            | 6             | 1             | 4          |   |   |                 |                 |                 |                 |        |        |        |  |
|  | 11               | Gaël Monfils          | Gaël Monfils          | Gaël Monfils          | 6                | 2                | 4                |  |  | Roger Federer         | Roger Federer         | 3             | 7             | 2             | 6             | 6          |   |   |                 |                 |                 |                 |        |        |        |  |
|  | 2                | Roger Federer         | Roger Federer         | Roger Federer         | 7                | 6                | 6                |  |  |                       |                       |               |               |               |               |            |   |   |                 |                 |                 |                 |        |        |        |  |

### Singolare femminile
Svetlana Kuznecova ha battuto  Dinara Safina con il punteggio di 6–4, 6–2.
|  | Quarti di finale | Quarti di finale   | Quarti di finale   | Quarti di finale | Quarti di finale |  |  | Semifinali         | Semifinali         | Semifinali         | Semifinali         | Semifinali         |   |   | Finale        | Finale        | Finale        | Finale | Finale |  |
|  |                  |                    |                    |                  |                  |  |  |                    |                    |                    |                    |                    |   |   |               |               |               |        |        |  |
|  | 1                | Dinara Safina      | 1                  | 6                | 6                |  |  |                    |                    |                    |                    |                    |   |   |               |               |               |        |        |  |
|  | 9                | Viktoryja Azaranka | 6                  | 4                | 2                |  |  | Dinara Safina      | Dinara Safina      | Dinara Safina      | 6                  | 6                  |   |   |               |               |               |        |        |  |
|  | 20               | Dominika Cibulková | Dominika Cibulková | 6                | 6                |  |  | Dominika Cibulková | Dominika Cibulková | Dominika Cibulková | 3                  | 3                  |   |   |               |               |               |        |        |  |
|  |                  | Marija Šarapova    | Marija Šarapova    | 0                | 2                |  |  |                    |                    |                    |                    |                    |   |   | Dinara Safina | Dinara Safina | Dinara Safina | 4      | 2      |  |
|  |                  | Sorana Cîrstea     | Sorana Cîrstea     | 1                | 3                |  |  |                    |                    | Svetlana Kuznecova | Svetlana Kuznecova | Svetlana Kuznecova | 6 | 6 |               |               |               |        |        |  |
|  | 30               | Samantha Stosur    | Samantha Stosur    | 6                | 6                |  |  | Samantha Stosur    | Samantha Stosur    | 4                  | 7                  | 3                  |   |   |               |               |               |        |        |  |
|  | 7                | Svetlana Kuznecova | 7                  | 5                | 7                |  |  | Svetlana Kuznecova | Svetlana Kuznecova | 6                  | 65                 | 6                  |   |   |               |               |               |        |        |  |
|  | 2                | Serena Williams    | 63                 | 7                | 5                |  |  |                    |                    |                    |                    |                    |   |   |               |               |               |        |        |  |

### Doppio maschile
Lukáš Dlouhý /  Leander Paes hanno battuto  Wesley Moodie /  Dick Norman con il punteggio di 3–6, 6–3, 6–2.
|  | Quarti di finale               | Quarti di finale               | Quarti di finale               | Quarti di finale               | Quarti di finale |  |  | Semifinali                   | Semifinali                   | Semifinali                   | Semifinali                | Semifinali |   |   | Finale                    | Finale                    | Finale | Finale | Finale |  |
|  |                                |                                |                                |                                |                  |  |  |                              |                              |                              |                           |            |   |   |                           |                           |        |        |        |  |
|  | 1                              | Daniel Nestor Nenad Zimonjić   | Daniel Nestor Nenad Zimonjić   | 6                              | 6                |  |  |                              |                              |                              |                           |            |   |   |                           |                           |        |        |        |  |
|  |                                | Igor' Kunicyn Dmitrij Tursunov | Igor' Kunicyn Dmitrij Tursunov | 4                              | 2                |  |  | Daniel Nestor Nenad Zimonjić | Daniel Nestor Nenad Zimonjić | Daniel Nestor Nenad Zimonjić | 64                        | 65         |   |   |                           |                           |        |        |        |  |
|  | 3                              | Lukáš Dlouhý Leander Paes      | Lukáš Dlouhý Leander Paes      | 6                              | 7                |  |  | Lukáš Dlouhý Leander Paes    | Lukáš Dlouhý Leander Paes    | Lukáš Dlouhý Leander Paes    | 7                         | 7          |   |   |                           |                           |        |        |        |  |
|  | 5                              | Bruno Soares Kevin Ullyett     | Bruno Soares Kevin Ullyett     | 2                              | 65               |  |  |                              |                              |                              |                           |            |   |   | Lukáš Dlouhý Leander Paes | Lukáš Dlouhý Leander Paes | 3      | 6      | 6      |  |
|  | Wesley Moodie Dick Norman      | Wesley Moodie Dick Norman      | Wesley Moodie Dick Norman      | Wesley Moodie Dick Norman      | w/o              |  |  |                              |                              | Wesley Moodie Dick Norman    | Wesley Moodie Dick Norman | 6          | 3 | 2 |                           |                           |        |        |        |  |
|  | José Acasuso Fernando González | José Acasuso Fernando González | José Acasuso Fernando González | José Acasuso Fernando González |                  |  |  | Wesley Moodie Dick Norman    | Wesley Moodie Dick Norman    | 0                            | 7                         | 6          |   |   |                           |                           |        |        |        |  |
|  |                                | Marc López Tommy Robredo       | 6(1)                           | 6                              | 62               |  |  | Bob Bryan Mike Bryan         | Bob Bryan Mike Bryan         | 6                            | 65                        | 4          |   |   |                           |                           |        |        |        |  |
|  | 2                              | Bob Bryan Mike Bryan           | 7                              | 4                              | 7                |  |  |                              |                              |                              |                           |            |   |   |                           |                           |        |        |        |  |

### Doppio femminile
Anabel Medina Garrigues /  Virginia Ruano Pascual hanno battuto  Viktoryja Azaranka /  Elena Vesnina con il punteggio di 6–1, 6–1.
|  | Quarti di finale | Quarti di finale                               | Quarti di finale                               | Quarti di finale | Quarti di finale |  |  | Semifinali                                     | Semifinali                                     | Semifinali                       | Semifinali                       | Semifinali                       |   |   | Finale                                         | Finale                                         | Finale                                         | Finale | Finale |  |
|  |                  |                                                |                                                |                  |                  |  |  |                                                |                                                |                                  |                                  |                                  |   |   |                                                |                                                |                                                |        |        |  |
|  | 1                | Cara Black Liezel Huber                        | Cara Black Liezel Huber                        | 6                | 6                |  |  |                                                |                                                |                                  |                                  |                                  |   |   |                                                |                                                |                                                |        |        |  |
|  | 10               | Bethanie Mattek-Sands Nadia Petrova            | Bethanie Mattek-Sands Nadia Petrova            | 3                | 3                |  |  | Cara Black Liezel Huber                        | Cara Black Liezel Huber                        | 5                                | 7                                | 2                                |   |   |                                                |                                                |                                                |        |        |  |
|  | 3                | Anabel Medina Garrigues Virginia Ruano Pascual | Anabel Medina Garrigues Virginia Ruano Pascual | 7                | 6                |  |  | Anabel Medina Garrigues Virginia Ruano Pascual | Anabel Medina Garrigues Virginia Ruano Pascual | 7                                | 5                                | 6                                |   |   |                                                |                                                |                                                |        |        |  |
|  | 11               | Anna-Lena Grönefeld Patty Schnyder             | Anna-Lena Grönefeld Patty Schnyder             | 62               | 2                |  |  |                                                |                                                |                                  |                                  |                                  |   |   | Anabel Medina Garrigues Virginia Ruano Pascual | Anabel Medina Garrigues Virginia Ruano Pascual | Anabel Medina Garrigues Virginia Ruano Pascual | 6      | 6      |  |
|  | 12               | Viktoryja Azaranka Elena Vesnina               | 6                                              | 4                | 6                |  |  |                                                |                                                | Viktoryja Azaranka Elena Vesnina | Viktoryja Azaranka Elena Vesnina | Viktoryja Azaranka Elena Vesnina | 1 | 1 |                                                |                                                |                                                |        |        |  |
|  | 16               | Zi Yan Jie Zheng                               | 4                                              | 6                | 2                |  |  | Viktoryja Azaranka Elena Vesnina               | Viktoryja Azaranka Elena Vesnina               | Viktoryja Azaranka Elena Vesnina | 6                                | 7                                |   |   |                                                |                                                |                                                |        |        |  |
|  | 9                | Su-wei Hsieh Peng Shuai                        | 2                                              | 6                | 7                |  |  | Su-wei Hsieh Peng Shuai                        | Su-wei Hsieh Peng Shuai                        | Su-wei Hsieh Peng Shuai          | 3                                | 5                                |   |   |                                                |                                                |                                                |        |        |  |
|  |                  | Agnieszka Radwańska Urszula Radwańska          | 6                                              | 4                | 5                |  |  |                                                |                                                |                                  |                                  |                                  |   |   |                                                |                                                |                                                |        |        |  |

### Doppio misto
Liezel Huber /  Bob Bryan hanno battuto  Vania King /  Marcelo Melo con il punteggio di 5–7, 7–6(5), [10–7].
|  | Semifinali | Semifinali                       | Semifinali                       | Semifinali | Semifinali |  |  | Finale                  | Finale                  | Finale | Finale | Finale |  |
|  |            |                                  |                                  |            |            |  |  |                         |                         |        |        |        |  |
|  | 1          | Liezel Huber Bob Bryan           | Liezel Huber Bob Bryan           | 6          | 6          |  |  |                         |                         |        |        |        |  |
|  |            | Anna-Lena Grönefeld Mark Knowles | Anna-Lena Grönefeld Mark Knowles | 2          | 2          |  |  | Liezel Huber Bob Bryan  | Liezel Huber Bob Bryan  | 5      | 7      | [10]   |  |
|  | 4          | Nadia Petrova Maks Mirny         | 2                                | 6          | [7]        |  |  | Vania King Marcelo Melo | Vania King Marcelo Melo | 7      | 65     | [7]    |  |
|  |            | Vania King Marcelo Melo          | 6                                | 3          | [10]       |  |  |                         |                         |        |        |        |  |

## Junior

### Singolare ragazzi
Daniel Berta ha battuto in finale  Gianni Mina con il punteggio di 6–1, 3–6, 6–3.

### Singolare ragazze
Kristina Mladenovic ha battuto in finale  Dar'ja Gavrilova con il punteggio di 6–3, 6–2.

### Doppio ragazzi
Marin Draganja /  Dino Marcan hanno battuto in finale  Guilherme Clezar /  Huang Liang-chi con il punteggio di  6–3, 6–2.

### Doppio ragazze
Elena Bogdan /  Noppawan Lertcheewakarn hanno battuto in finale  Tímea Babos /  Heather Watson con il punteggio di 3–6, 6–3, [10–8].

## Altri eventi

### Doppio leggende under 45
Paul Haarhuis /  Cédric Pioline hanno battuto in finale  Pat Cash /  Emilio Sánchez con il punteggio di 6–3, 6–4.

### Doppio leggende over 45
Anders Järryd /  John McEnroe hanno battuto in finale  Mansour Bahrami /  Henri Leconte con il punteggio di 7–6(2), 6–1.

### Singolare maschile in carrozzina
Shingo Kunieda hanno battuto in finale  Stephane Houdet con il punteggio di 6–3, 3–6, 6–3.

### Singolare femminile in carrozzina
Esther Vergeer ha battuto in finale  Korie Homan con il punteggio di 6–2, 7–5.

### Doppio maschile in carrozzina
Stephane Houdet /  Michael Jeremiasz hanno battuto in finale  Robin Ammerlaan /  Maikel Scheffers con il punteggio di 6–2, 7–5.

### Doppio femminile in carrozzina
Korie Homan /  Esther Vergeer hanno battuto in finale  Annick Sevenans /  Aniek van Koot con il punteggio di 6–2, 6–3.